# Ferrocarril México Cuernavaca y el Pacífico

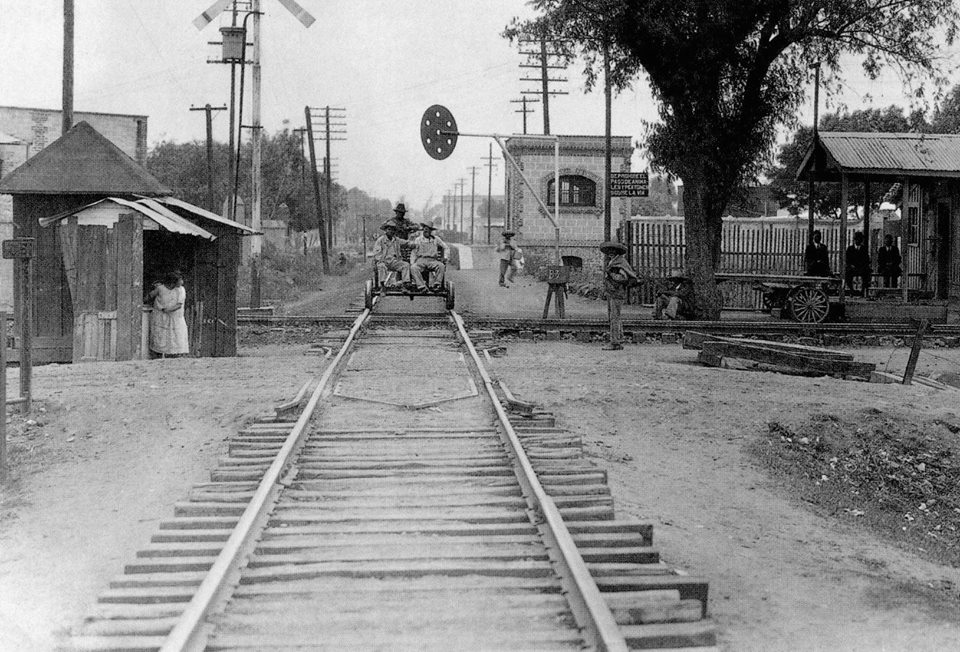
Ferrocarril a Cuernavaca en la década de 1910

El Ferrocarril México, Cuernavaca y el Pacífico fue un proyecto ferroviario de finales del siglo XIX cuyo objetivo era conectar la Ciudad de México con el puerto de Acapulco. Aunque la línea nunca alcanzó su destino final debido a las dificultades del terreno, llegó a conectar la capital con la ciudad de Cuernavaca y un punto cercano al Río Balsas. Hoy en día, persisten vestigios de esta línea, y algunos tramos se utilizan aún para el transporte de carga.

## Historia

### Orígenes y planificación
La idea de un ferrocarril que uniera la Ciudad de México con el puerto de Acapulco surgió a mediados del siglo XIX. En 1861, se otorgó una concesión a Antonio Escandón para construir una línea férrea desde Veracruz hasta Acapulco. Si bien el tramo hacia Veracruz se concretó, la ruta hacia Acapulco no se materializó en ese momento.
En 1882, Carlos Quaglia, gobernador del estado de Morelos, anticipó que el ferrocarril entre México y Acapulco pasaría por Cuernavaca. El gobierno estatal solicitó a la Secretaría de Fomento una modificación al contrato original, comprometiéndose a construir el tramo desde Amacuzac. En 1886, existía una concesión para el «Ferrocarril Mexicano del Pacífico», que partiría de la Ciudad de México, pasando por Cuernavaca y Puente de Ixtla, con extensión al estado de Guerrero, hasta un punto en el Pacífico entre Acapulco y Manzanillo. Sin embargo, este proyecto tampoco se concretó.

### Construcción y operación
En 1892, la empresa estadounidense The Colorado Mexico Investment, operando bajo el nombre de Ferrocarril México-Cuernavaca y Pacífico, recibió la concesión para construir la vía. Los trabajos de construcción comenzaron en 1893 en la Ciudad de México, bajo la dirección del ingeniero J. H. Hampson, quien también había participado en la construcción del Ferrocarril Nacional Mexicano y el Ferrocarril Central Mexicano.
El material rodante fue adquirido en Estados Unidos, mientras que los planchuelos, clavos, rieles y otros accesorios fueron importados de Inglaterra. Los durmientes se fabricaron con madera de los montes cercanos. En su apogeo, la construcción empleó a unos 3,000 trabajadores. El costo total de la vía ascendió a seis millones de pesos.
Para 1894, la vía llegaba al límite entre el Distrito Federal y Morelos. El gobierno del estado de Morelos apoyó a la empresa con subvenciones por kilómetro, emitiendo bonos para cubrir este pago. El municipio de Cuernavaca cedió terrenos para la estación y el patio de maniobras, indemnizando a los propietarios afectados.
El ferrocarril tenía una longitud de más de 200 km y las estaciones de tránsito se establecieron en Santa Julia, Tacubaya, San Pedro de los Pinos, Mixcoac, El Olivar, Contreras, Eslava, Ajusco y La Cima en el Distrito Federal, y Fierro del Toro, Tres Marías, El Parque y Alarcón en el estado de Morelos, y los puntos extremos en Buenavista y Cuernavaca respectivamente.

### Inauguración y extensión inconclusa
La apertura del servicio de pasajeros se realizó por tramos. El primer tramo, desde Buenavista hasta la Hacienda de La Castañeda, se inauguró en 1893. El segundo tramo, que llegaba hasta Cuernavaca, se inauguró el 11 de diciembre de 1897. El presidente Porfirio Díaz asistió a la inauguración. Durante la ceremonia, se ofreció un banquete en el Jardín Borda y un baile en el Teatro Porfirio Díaz (actual Cine Morelos). La apertura de la estación impulsó obras públicas, como la instalación de un generador eléctrico para iluminar las calles de la ciudad, que carecía de este servicio.
La velocidad de los trenes de pasajeros era de dos kilómetros cada tres minutos, mientras que los trenes de carga viajaban a un kilómetro cada dos minutos. El ferrocarril se encargó de hacer la primera promoción turística para Cuernavaca e imprimió las primeras guías de tipo turístico.
Se anunció que los trabajos seguirían hasta Puente de Ixtla, terminal del Ferrocarril Interoceánico. El proyecto del Interoceánico quedó inconcluso, mientras que el del México a Cuernavaca y Pacífico llegó hasta Balsas, cerca del Río Balsas en el estado de Guerrero, alcanzando una longitud de 232.266 km. El tercer tramo del ferrocarril se inauguró en 1899.
En 1902, el Ferrocarril México, Cuernavaca y el Pacífico fue absorbido por el Ferrocarril Central Mexicano, y en 1908, tras la fusión con el Ferrocarril Nacional Mexicano, comenzó el proceso de nacionalización de los ferrocarriles en México. Sin embargo, la línea nunca logró llegar al puerto de Acapulco debido a las complejidades y dificultades geográficas que presentaba el terreno al intentar cruzar la Sierra Madre del Sur.

### Declive y legado
La Revolución Mexicana interrumpió el tráfico regular, limitándose a viajes militares irregulares. Con la construcción de la carretera México-Cuernavaca y la popularización del automóvil, el ferrocarril perdió importancia, quedando relegado al transporte de carga.
A finales del siglo XX, el Ferrocarril México-Cuernavaca y el Pacífico enfrentó graves problemas de operación. La línea registraba constantes accidentes en los cruces viales, así como congestionamientos y el crecimiento desordenado de asentamientos humanos alrededor de las vías. Estos factores, aunados a la baja rentabilidad del servicio y su progresivo desuso, llevaron al gobierno federal a desincorporar la paraestatal Ferrocarriles Nacionales de México (FNM) y cancelar el transporte ferroviario de pasajeros en todo el país. La decisión de cancelar el servicio de pasajeros se sustentaba en datos contundentes: entre 1970 y 1997, el número de usuarios del ferrocarril había caído drásticamente, de 37.3 millones de viajes anuales a solo 5 millones, según la Asociación Mexicana de Ferrocarriles (AMF). La principal causa de este declive fue la pérdida de competitividad en cuanto a precios: el costo del viaje en tren resultó más elevado que el de los autobuses y otros medios de transporte terrestre, lo que obligó al gobierno a aumentar paulatinamente el subsidio al sistema ferrocarrilero durante la década de 1990.
Aunque el Ferrocarril México-Cuernavaca no cumplió su objetivo original de llegar a Acapulco, representó un importante avance en la infraestructura de transporte de la época, conectando la capital con la ciudad de Cuernavaca y facilitando el comercio y el turismo. Algunos de sus tramos aún se utilizan hoy en día, y su legado se puede ver en la toponimia de la Ciudad de México, donde algunas calles y avenidas aún llevan el nombre de «Ferrocarril de Cuernavaca».

## Reutilización de la infraestructura
Tras el cierre del servicio de pasajeros, parte de la infraestructura del ferrocarril fue destinada a otros usos. En 1997, Ferrocarriles Nacionales de México cedió al entonces Departamento del Distrito Federal (hoy Gobierno de la Ciudad de México) un tramo de 20 kilómetros de vía férrea para construir una línea de trolebuses que conectaría las alcaldías La Magdalena Contreras, Miguel Hidalgo, Benito Juárez, Álvaro Obregón y el Toreo de Cuatro Caminos. Sin embargo, este proyecto de trolebús nunca se concretó debido a las múltiples dificultades técnicas que implicaba su ejecución. En su lugar, el gobierno de la ciudad optó por reconvertir distintos tramos de la antigua vía en espacios públicos. En 2004, se inauguró la ciclovía del ex Ferrocarril de Cuernavaca, un corredor de 28.9 kilómetros que se extiende desde la alcaldía Tlalpan hasta el límite con el estado de Morelos. Este proyecto rehabilitó la zona sur de la ciudad y brindó una alternativa de transporte no motorizado y recreativo a los habitantes de la zona.

## Servicio actual
Aunque el transporte de pasajeros desapareció en 1997, un tramo permanece en operación para el servicio de carga. Actualmente, la ruta activa comprende desde el cruce de Avenida Camarones y Calzada de los Gallos (límite entre las alcaldías Azcapotzalco y Miguel Hidalgo) hasta el cruce de Ferrocarril de Cuernavaca y Avenida Ejército Nacional, en la Ciudad de México. Este tramo es operado por la empresa Ferrovalle, que brinda servicios de flete a diversas industrias de la zona, como la planta cervecera de AB InBev (antiguo Grupo Modelo) en la colonia Granada, y la Harinera Elizondo, en la colonia Irrigación. Los trenes de carga que circulan por esta ruta provienen de la Terminal del Valle de México y transportan diferentes tipos de mercancías utilizando distintos modelos de locomotoras.